# NGC 1198
NGC 1198 je eliptická galaxie v souhvězdí Persea. Její zdánlivá jasnost je 12,8m a úhlová velikost 1,4′ × 0,8′. Je vzdálená 76 milionů světelných let, průměr má 30 tisíc světelných let. Galaxii objevil 6. prosince 1880 Édouard Stephan. V dodatku katalogu NGC je duplicitně katalogizována jako IC 282.